# The Newest Woman
The Newest Woman è un cortometraggio muto del 1909. Il nome del regista non viene riportato nei credit del film.

## Trama
La moda parigina sconvolge un marito quando la moglie gli mostra il vestito che ha appena comprato. Per prenderla in giro, applica dei pizzi ai propri pantaloni. Lei gli dice che è matto, lui le dice che fa il paio con lei. Va a finire che decidono di buttare dalla finestra i due abiti che vengono raccolti da una coppia di vagabondi. I due indossano i vestiti ma, quando si vedono l'un l'altro, non possono far altro che svenire per lo choc.

## Produzione
Il film fu prodotto dalla Lubin Manufacturing Company.

## Distribuzione
Distribuito dalla Lubin Manufacturing Company, il film - un breve cortometraggio della lunghezza di 65,5 metri - uscì nelle sale cinematografiche statunitensi il 9 agosto 1909. Nelle proiezioni, veniva programmato con il sistema dello split reel, accorpato in un'unica bobina con un altro cortometraggio prodotto dalla Lubin, il drammatico The Drunkard's Child.